# علی ابراهیمی (ساختمان‌ساز)
علی ابراهیمی (۱۳۲۰ – ۱۳۹۹) ساختمان‌ساز و پیمانکار ایرانی–آمریکایی بود.
علی ابراهیمی در ۱۳ اردیبهشت ۱۳۲۰ در سبزوار متولد شد. پدر و مادرش از بزرگان و اعیان شهر بودند. پدرش از خانواده‌ای ملّاک بود و مادرش از خاندانی تاجر. برادران رضایی دایی‌هایش بودند. علی تنها پسر خانواده بود و دو خواهر داشت. ۱۲ ساله بود که به اصرار خود به تهران رفت تا در دبیرستان البرز تحصیل کند. در درس‌هایش موفق بود. به گفتهٔ خودش، «هیچ‌وقت بهترین دانش‌آموز کلاس نبود، ولی همیشه جزو خوب‌ها بود». به ریاضی، تاریخ، و ورزش علاقه داشت.
در ۱۸ سالگی (۱۳۳۸ شمسی / ۱۹۵۹ میلادی) به آمریکا رفت. در کالج دیویس و الکینز متعلق به کلیسای پرسبیتری در ویرجینیای غربی ثبت‌نام کرد. یک سال بعد آنجا را ترک کرد و در دانشگاه مریلند در رشتهٔ مهندسی عمران ثبت‌نام کرد. مخارجش را بیشتر از طریق کمک والدینش تأمین می‌کرد ولی آموزش کشتی فرنگی، کار در شهربازی و رستوران جزو اولین مشاغلش بودند. در همان سال اول رفتنش به آمریکا با یک دختر آمریکایی غیرمسلمان به نام سسیلیا ازدواج کرد ولی این موضوع را از والدینش مخفی نگه داشت. در تابستان ۱۳۴۳ برای مدتی کوتاه به ایران بازگشت و چون دید تغییرات شگرفی در وضع مملکت و اقتصاد و مدرن‌سازی آن در جریان است، به فکر بازگشت دائم به ایران افتاد. در پی بازگشتش به آمریکا به سازماندهی یک گروه از دانشجویان ایرانی پرداخت که برخلاف جو زمانه حامی محمدرضا پهلوی بودند. در ۱۹۶۵ میلادی فارغ‌التحصیل شد و در کمیسیون راه‌سازی ایالت مریلند مشغول به کار شد. در ۱۹۶۷ از دانشگاه کاتولیک آمریکا در واشینگتن دی‌سی مدرک کارشناسی ارشد طراحی شهری گرفت و همان سال شغلی مهندسی در کالیفرنیا یافت و به غرب آمریکا رفت. از شغلش راضی ولی از زندگی شخصی‌اش ناراضی بود.
در ۱۹۶۸ میلادی (۱۳۴۷ شمسی) بالاخره به ایران بازگشت ولی به کسب‌وکار دایی‌هایش نپیوست و خواست مستقل باشد. نتوانست نزد مجید اعلم، بزرگ‌ترین پیمانکار ایران، شغلی بیاید و نزد حمید قدیمی در شیراز رفت. پس از یک سال، تصمیم گرفت پیش یکی از دایی‌هایش، محمود رضایی، کار کند. کارهای ساختمانی و راه‌سازی معدن مس سرچشمه را بر عهده گرفت. تصمیم ناگهانی دولت مبنی بر ملی‌سازی معادن علی‌رغم تعهدات قبلی، چشمانش را نسبت به فساد و سوءمدیریت در اقتصاد ایران گشود. با این همه، کار کردن در سیستم را هنوز بهترین گزینه می‌دانست. با شراکت اکبر لاری شرکت ساختمانی «گسترش مسکن» را تأسیس کرد و به ساخت مسکن و راه و آشیانه و فرودگاه پرداخت. به گفتهٔ خودش با شرافت و صداقت کار می‌کردند و فقط یک بار رشوه گرفتند. طی مذاکرات با جنرال موتورز طرح ساخت خانه‌های پیش‌ساخته را پیش بردند و همزمان سعی کردند خرید مسکن مشابه سیستم فنی می در آمریکا را در ایران پیاده کنند. در ۱۳۵۵ شرکت شامل دو بخش بود: مسکن و ساخت‌وساز. ابراهیمی مسئولیت بخش مسکن را برعهده داشت. شرکت، پیش از برهم خوردن شراکت ابراهیمی و لاری، ۶۰ مهندس و صدها تکنسین از کشورهای خارجی ازجمله کره جنوبی و تایوان در استخدام داشت و صاحب ماشین‌آلاتی به ارزش ۵۰ میلیون دلار بود. در ۱۳۵۴ همسر نخستش به همراه سه فرزندشان (شاهین، سسیلیا، و کریستینا) ایران را به مقصد آمریکا ترک کرد و طلاق گرفت. ابراهیمی در ۱۳۵۶ با زن آمریکایی دیگری به نام مارجوری سوزان ازدواج کرد و از او صاحب یک دختر و یک پسر به نام‌های آنجلا و رضا شد.
در بحبوحهٔ انقلاب ۱۳۵۷ و پس از آن، ابراهیمی به فعالیت‌های حرفه‌ای ادامه داد و با وجود مشکلات فزاینده چون اعتصاب‌ها کمابیش مشابه گذشته مشغول بود و دست‌کم یک پروژهٔ بزرگ را در اهواز پیش می‌برد. ابراهیمی به همراه همسرش در ایران ماند تا به امور تقریباً ۵٬۰۰۰ کارگری بپردازد که در استخدام داشت. چند بار توسط کمیته‌های انقلاب دستگیر شد که هر بار با واسطهٔ احمد مدنی آزاد شد. سرانجام تیر ۱۳۵۸ ایران را به مقصد اروپا و بعد آمریکا ترک کرد. اموالش مصادره شد. او ۱۸ درصد شرکت گسترش مسکن را به نام همسر اول و سه فرزندشان زده بود. پس از رفع ماجرای گروگانگیری سفارت آمریکا، شهروندان آمریکایی توانستند از ایران بابت حوادث انقلاب غرامت بطلبند. ابراهیمی با حضور در دیوان بین‌المللی لاهه اولین (و یکی از تنها چهار) دوتابعیتی ایران و آمریکا بود که توانست از جمهوری اسلامی ایران ۱۴ میلیون دلار برای فرزندانش غرامت بگیرد.
ابراهیمی که در ابتدا به فکر بازگشت به کالیج پارک، مریلند یا واشینگتن دی‌سی بود، از رونق بازار مسکن در هیوستون مطلع شد و در آنجا شرکت ساختمانی ارسا گرای را تأسیس کرد و ظرف دو سال برندهٔ مناقصهٔ ساخت آپارتمانی ۳۲ طبقه با ۱۲۰ واحد شد. سپس چند شهرک جدید شامل هزاران منزل مسکونی، مراکز خرید، ساختمان‌های اداری، و آپارتمان را ساخت. فعالیت‌های او بیشتر حول‌وحوش هیوستون می‌گذشت ولی در فلوریدا، کالیفرنیا، و تنسی نیز پروژه‌هایی را برعهده گرفت. ابراهیمی در سال ۲۰۰۶ مدال افتخار جزیره الیس را دریافت کرد. در همان سال از اعضای مؤسس امور عمومی اتحاد ایرانی‌آمریکایی‌ها بود و در سال ۲۰۲۰ جایزهٔ یک عمر دستاورد را از همین نهاد دریافت کرد. او در ۱۴ اوت ۲۰۲۰ در هیوستون درگذشت.

## یادداشت
1. ↑  Davis & Elkins College
2. ↑  Cecilia De Fries
3. ↑  Maryland State Road Commission
4. ↑  Shaine Shahin
5. ↑  Cecilia Radine
6. ↑  Christina Tandis
7. ↑  Marjorie Suzanne Tunnell
8. ↑  Angela Shirine
9. ↑  Christopher Reza
10. ↑  Ersa Grae
11. ↑  Public Affairs Alliance of Iranian Americans